# Johnny Thunders & The Heartbreakers
The Heartbreakers (впоследствии Johnny Thunders & The Heartbreakers) — американская панк-рок-группа. Одна из первых групп раннего панк-рока. Группа образовалась в 1975 году, в городе Нью-Йорк.

## История

### Образование группы. Первые концерты
Группа была собрана в мае 1975 года бывшими участниками группы «New York Dolls» Джонни Сандерсом (гитара) и Джерри Ноланом (ударные) и покинувшим на тот момент группу «Television» Ричардом Хэллом. Их первый концерт состоялся 31 мая в Куинсе. Позже к группе присоединился Уолтер Лур, ставшим основным вокалистом группы. До этого Лур играл в местной глэм-панк группе «Demons».
Первоначально группа исполняла песни Сандерса и Хэлла, в частности, песню «Chinese Rocks», написанную Хэллом в соавторстве с Ди Ди Рамоном, а также песни «You Got To Lose», «Blank Generation», «Love Comes In Spurts», «The Plan» и «New Pleasure», впоследствии вошедшие в дебютный альбом Ричарда Хэлла «Blank Generation». Позже песни стали писать и Нолан с Луром, в соавторстве с Сандерсом написавшие практически все песни для дебютного альбома Heartbreakers. Первые демо-записи группы были сделаны в 1976 году. Записи группы в её первоначальном составе можно услышать в демо-сборнике «Yonker's Demos» 1976 года и концертном альбоме «Live at Mothers», изданном во Франции в 1991 году.
Тексты песен были посвящены преимущественно теме любви, секса и наркотиков, что имело явные отголоски New York Dolls, однако на первых порах некоторые песни Хэлла и Сандерса содержали в себе личные переживания (So Alone, Hurt Me), а также личную философию (Blank Generation) и убеждения авторов. Элиот Кид вспоминал, что в этом заключалась суть панка в Нью-Йорке: пока Sex Pistols агрессивно пели о неравенстве в обществе, Джонни Сандерс пел о том, как он переживал разрыв отношений с Сэйбл Стар
Впоследствии Хэлл, желая занять место основного вокалиста в группе и не получив одобрения со стороны Нолана и Сандерса, покинул группу в 1976 году, параллельно создав свой собственный коллектив «Richard Hell & The Voidoids».

### Переезд в Великобританию. Альбом «L.A.M.F.». Распад группы
Место ушедшего Хэлла занимает бас-гитарист Билли Рат. Вместе с ним «The Heartbreakers» отправляются в тур по Америке и Великобритании, куда пригласил Сандерса Малкольм Макларен, который в прошлом был менеджером группы Сандерса «New York Dolls». Так группа отправилась, по приглашению Макларена, выступать вместе с британскими панк-группами «Sex Pistols», «The Clash» и «The Damned». Группа записала в Лондоне один студийный альбом «L.A.M.F.» (аббревиатура — «Like A Mother Fucker») в 1977 году. Альбом стал классикой панк-рока, задокументировавший важную связь между американской и британской панк сценами. Группа переехала в Великобританию, где их популярность была значительно выше, чем дома — в США.
Однако не все музыканты остались довольны сведением альбома, и Джерри Нолан решил покинуть группу. Отыграв несколько концертов с Терри Чаймсом из The Clash, заменившим Нолана, группа развалилась и её участники покинули Англию чтобы успеть в Нью-Йорк к Рождественским праздникам, в то время как Сандерс остался жить в Лондоне и перевёз туда свою семью. В 1978 году он записывает там же свой сольный альбом «So Alone», где нашла себе место песня «London Boys», ставшая ответом на песню Sex Pistols «New York». Альбом писался на наркотиках. В его создании принимали участие Пол Кук и Стив Джонс из «Sex Pistols», Билли Рат и Уолтер Лур из «Heartbreakers». 
Группа распалась в 1979 году, после ряда концертов, где на ударных сыграл Тай Стикс. В начале 1980-х годов «The Heartbreakers» собрались вновь, чтобы провести несколько туров. Их последняя запись датируется 1984 годом. 
После смерти Сандерса от героиновой зависимости в 1991 году группа оканчательно прекратила своё существование. Последний концерт был сыгран группой в память о покойном Джонни Сандерсе в начале 1990-х годов в составе Джерри Нолана, Уолтера Лура, Тони Койро и Джоуи Пинтера (последние трое участников играли на тот момент в своей собственной группе «The Waldos»).

### После распада
В середине 2017 года бывший участник Heartbreakers Уолтер Лур (единственный участник записи альбома, доживший до наших дней, в то время как Билли Рат умер в 2014 году, а Сандерс и Нолан ушли из жизни в начале 1990-х) собрал музыкантов из других известных панк-коллективов, чтобы сыграть "живьём" все песни с альбома «L.A.M.F.» в честь 40-летнего юбилея альбома. Помимо Лура, в концерте приняли участие Майк Несс (Social Distortion, вокал, гитара), Клем Берк (Blondie, ударные) и Глен Мэтлок (экс-Sex Pistols, бас-гитара, вокал). Первый концерты данная «супергруппа» дала в конце ноября 2017 года, а также в декабре 2017 года. В декабре состав исполнителей немного сменился: на место Глена Мэтлока и Майка Несса пришли Томми Стинсон (The Replacements) и Уэйн Крамер (MC5). На концерте исполнялись все песни с альбома «L.A.M.F».

## Состав
- Джонни Сандерс — вокал, гитара, соло-гитара (1975—1979, 1982, 1984, 1990)
- Уолтер Лур — вокал, гитара (1975—1979, 1991; умер в 2020 году)
- Билли Рат — бас-гитара (1976—1979, 1982, 1984, 1991)
- Джерри Нолан — ударные (1975—1979, 1991)
- Ричард Хэлл — вокал, бас-гитара (1975—1976)
- Тай Стикс — ударные (1979, 1982)
- Тони Койро — бас-гитара (1990)
- Джоуи Пинтер — гитара (1991)

## Дискография

### Студийные альбомы
- L.A.M.F. (1977)

### Концертные альбомы
- Live at Max’s Kansas City (1979)
- D.T.K. Live at the Speakeasy (1982)
- Live at the Lyceum Ballroom 1984 (1985)
- Live at Mothers (1991)
- Vive La Révolution (Live in Paris — Le Bataclan — December 8th 1977) (1992)
- Thunderstorm in Detroit (Live at the Silverbird 21/12/80) (2002)

### Сборники и переиздания
- L.A.M.F. Revisited (1984)
- L.A.M.F. The Lost '77 Mixes (1994)
- What Goes Around (1991)
- Down to Kill (2005)
- Yonkers Demo 1976 (2019)